# Rusia Centrală
Rusia Centrală (rusă Центральный федеральный округ) este o regiune istorică și administrativă situată la granița de vest a Rusiei de azi cu capitala la Moscova. Până la Revoluție comunistă ea a fost situată în centrul statului rus, partea asiatică rusă fiind considerată colonie. Azi regiunea administrativă este numită Districtul Federal Central.

## Subîmpărțire admininistrativă
| - Regiunea Belgorod - Regiunea Briansk - Regiunea Ivanovo - Regiunea Iaroslavl - Regiunea Kaluga - Regiunea Kostroma | - Regiunea Kursk - Regiunea Lipețk - Regiunea Moscova - Regiunea Oriol - Regiunea Riazan - Regiunea Smolensk | - Regiunea Tambov - Regiunea Tver - Regiunea Tula - Regiunea Vladimir - Regiunea Voronej - Moscova (oraș federal) |